# Ridderorden in Benin
Benin, het vroegere Dahomey, heeft in alle vier door de wisselende landsnamen geschetste episoden in haar geschiedenis ridderorden gekend.
Het Koninkrijk Dahomey
Koning Toffa van Porto-Novo, een koninkrijkje in het zuiden van het land stichtte een eigen ridderorde.
- De Orde van de Zwarte Ster (Frans:"Ordre de l’Étoile Noire") 1892

De Franse kolonie Dahomey
De Orde van de Zwarte Ster was van 1895 tot 1950 een Franse koloniale ridderorde. De Orde werd in heel Frans West-Afrika verleend.
- De Orde van de Zwarte Ster

De orde werd in 1950 een " Franse Overzeese Orde" (Ordre de la France d' Outre-mer).Bij de onafhankelijkheid van Dahomey in 1960 werd de orde Frans en zij werd in Frankrijk en daarbuiten tot 1963 verleend.
De Republiek Dahomey
- De Nationale Orde van Dahomey (1960-1986)
- De Nationale Orde van Verdienste

De Volksrepubliek Benin
- De Nationale Orde van de Volksrepubliek Benin (1986-  )
- De Orde van Sociale Verdienste
- De Orde van Verdienste voor de Landbouw